# Patricio Romero
Patricio Nicolás Romero (Capital Federal, Argentina, 24 de marzo de 1993) es un futbolista argentino. Juega como lateral por izquierda y su primer equipo fue Temperley, luego pasó por Juventud Unida (G) y Estudiantes (BA), y actualmente milita en Talleres (RE).

## Clubes
| Club               | País      | Año       |
| ------------------ | --------- | --------- |
| Temperley          | Argentina | 2011-2017 |
| Juventud Unida (G) | Argentina | 2017-2018 |
| Estudiantes (BA)   | Argentina | 2018-2019 |
| Talleres (RE)      | Argentina | 2019-act. |

## Palmarés

### Títulos nacionales
| Título    | Club                             | País      | Año  |
| --------- | -------------------------------- | --------- | ---- |
| Primera B | Talleres de Remedios de Escalada | Argentina | 2023 |